# ステイン (オランダ)
ステイン（オランダ語: Stein [ˈstɛin] ( 音声ファイル)）は、オランダ南東部の都市および基礎自治体（ヘメーンテ）。リンブルフ州に属する。

## 人口集積地
- ステイン (Stein)
- エルスロー (Elsloo)
- カツォップ (Catsop)
- ウルモンド (Urmond)
- ベルグ・アーン・デ・マース (Berg aan de Maas)
- ナッテンホーヴェン (Nattenhoven)
- メールス (Meers)
- マースバンド (Maasband)